# Charles Hardwicke

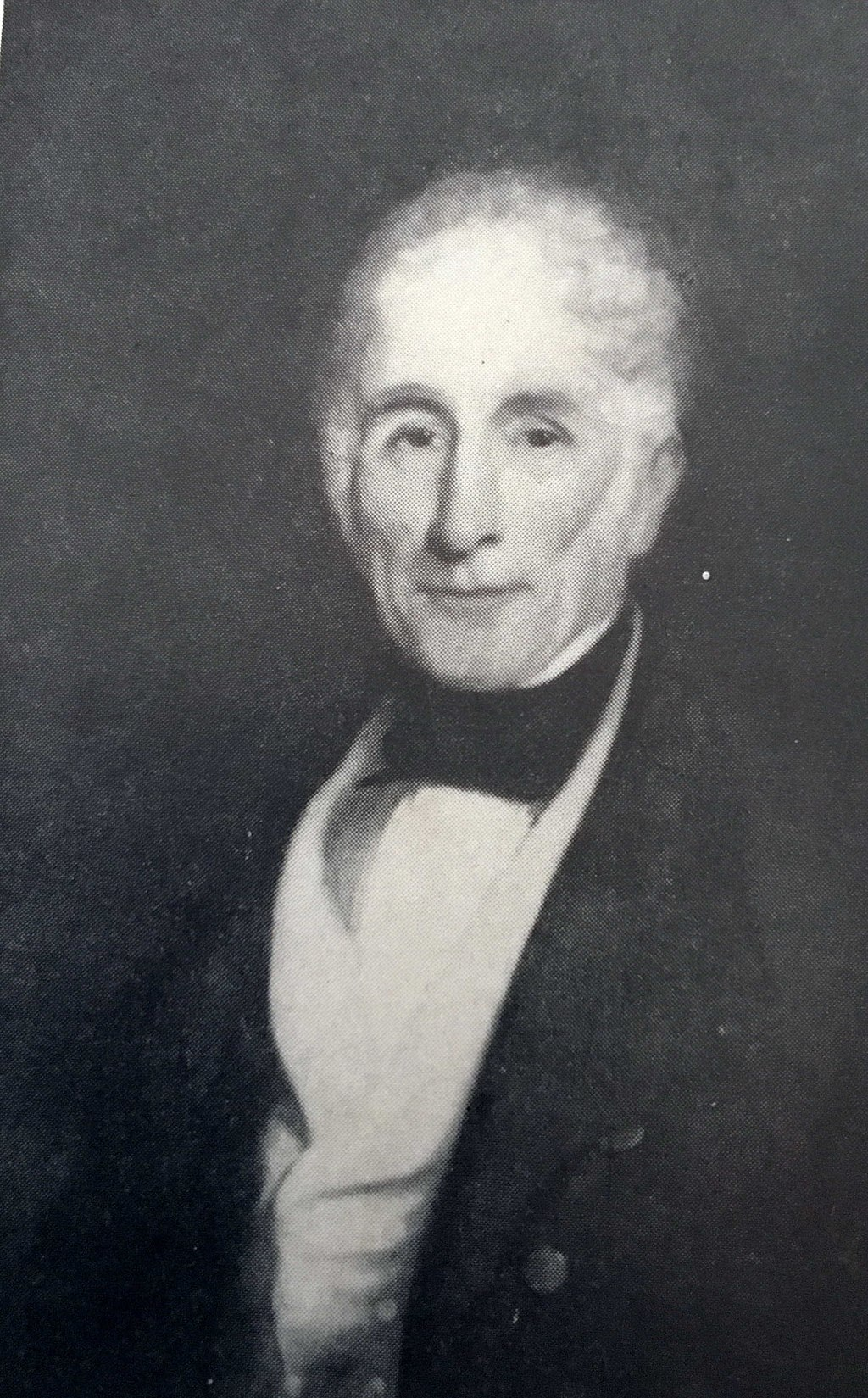
Charles Hardwicke

Charles Browne Hardwicke (* 2. August 1788 in Market Deeping, Lincolnshire, England; † 27. September 1880 in Launceston) war ein australischer Entdecker und Kapitän.

## Biografie
Charles Browne Hardwicke wurde als älteste Kind von  Charles und Frances (geborne Browne) Hardwicke in England geboren. 1803, im Alter von 15 Jahren, fuhr Hardwicke zum ersten Mal zur See. Mit 19 Jahren stand er in Sold der Royal Navy und kämpfte für England im Napoleonischen Krieg. 1813, im Alter von 25 Jahren, verließ er die Royal Navy und heuerte als 3. Offizier auf einem Gefangenenschiff nach Sydney an. Nach seiner Ankunft wurde ihm der Aufenthalt in Australien gestattet. Des Weiteren erhielt er 200 Acre Farmland in den Norfolk Plains in der Nähe von Launceston. Da die Bevölkerung der Insel stark wuchs, wurde ihm zusammen mit seinem Bruder Frederick und 6 weiteren Mann der Auftrag erteilt, die Nordküste von Tasmanien von Port Dalrymple bis West Point zu erforschen. Fünf Monate dauerte die entbehrungsreiche Reise. Er behauptete, dass das von ihm erforschte Land „ziemlich undurchdringlich und völlig unbewohnbar“ sei. Dieses Land zählt heute zu dem fruchtbarsten Ackerland von Tasmanien.